# روزانا دافيسون
روزانا دايان دافيسون (بالإنجليزية: Rosanna Diane Davison)‏ هي ممثلة ومغنية وعارضة أزياء وملكة جمال أيرلندية ولدت في يوم 17 أبريل 1984 في مدينة دبلن عاصمة أيرلندا، هي الفائزة بلقب ملكة جمال العالم لسنة 2003 وهي ابنة الموسيقي الأيرلندي الشهير كريس دو بيرغ والذي كان قد غنى لها أغنية For Rosanna لها في سنة 1986 حيث أهداها ألبوم Into the Light.

## التعليم
ولدت في روزانا في مقاطعة دبلن في جمهورية أيرلندا، أكملت دراستها الابتدائية في مقاطعة ويكلاو وثم دخلت مدرسة راثداون في دبلن، ونالت شهادة الثانوية منها في سنة 2002، بعد ذلك دخلت في كلية دبلن الجامعية وإختصت بعلم الاجتماع وتاريخ الفن وأكلمت دراستها فيها في سنة 2006. وحالياً تعمل كمعالجة غذائية في دبلن.

## ملكة الجمال
في أغسطس 2003 دخلت دافيسون مسابقة ملكة جمال أيرلندا في دبلن وبعد تأهلها للنهائيات وجدت نفسها الفائزة بلقب ملكة جمال أيرلندا لسنة 2003، في ديسمبر 2003 إشتركت بمسابقة ملكة جمال العالم لسنة 2003 وتنافست مع 106 متسابقة في سانيا في الصين وفازت باللقب لتصبح أول أيرلندية تفوز باللقب منذ بدأ منافساتها في سنة 1951، بعد فوزها باللقب تنقلت دافيسون بين المملكة المتحدة والولايات المتحدة وكندا والصين وسريلانكا وبولندا وبلدها الأصلي أيرلندا.

## عملها في الموضة والسينما
وقعت روزانا عقود مع شركة نيوبريدج سلفروير في أيرلندا ورالي و ستورم موديل ماناجمينت في بريطانيا. في صيف 2009 مثلت مع الممثل ريتشارد وول في فيلم فينا والذي كان من إخراج كيفن أبوش، وفي أكتوبر 2013 بدأت بالعمل مع قناة نادي ليفربول.

## الحياة الشخصية
بدأت دافيسون بعلاقتها الشخصية مع ويسلي كويرك في سنة 2006، خطبا في سنة 2013 وتزوجا في صيف 2014. وعقدا شهر العسل في سيشل ولها منه حالياً ثلاثة أطفال، بنت وإبنين توأم.
أعلنت بعد أنها تنوي إتباع حمية نباتية، كما قامت بالمشاركة في سباقات نصف الماراثون وسباق الدراجات والسباحة لحوالي كيلومترين، وعرضت صور عارية لها في PETA لأجل الترويج لحميتها النباتية.
في سنة 2015 وقعت عقد مع جيل بوكس لنشر أول كتب طبخها بعنوان Eat Yourself Beautiful الذي نشر في أغسطس 2015 وحاز الكتاب على مبيعات كبيرة لها.

## وصلات خارجية
- روزانا دافيسون على موقع IMDb (الإنجليزية)
- روزانا دافيسون على موقع كينوبويسك (الروسية)

- موقعها الرسمي